# 摩羅難陀
摩羅難陀（まらなんだ）は、はじめて百済に仏教を伝えたという西域またはインド出身の僧。

## 人物
『三国史記』によると、枕流王元年（384年）に中国東晋から百済に渡った。百済の枕流王は摩羅難陀を宮中に迎え入れ礼敬を致し、翌年（385年）に漢山に仏寺を創建し、10人の僧を得度して住まわせたとされている。『晋書』は太元9年（384年）7月の百済の朝貢を伝えており、摩羅難陀の渡来は、この朝貢使の帰国に付随したものとみられる。しかしながら、これらの所伝は疑問視されており、百済の仏教受容は6世紀初頭とする見解が有力である。末松保和は、百済仏教の384年渡来説をやや早きに過ぎると疑っており、『日本書紀』推古三十二年条に引かれた百済僧観勒の上奏文に、漢・百済・日本の仏教初伝年次にふれた叙述があることに着目し、この一節の解釈から、百済仏教の伝来年次を推古三十二年（624年）より100年前の524年頃と推定した。末松保和の主張は、妥当な見解として現在も多くの学者から支持されている。百済が漢城に都した時代（371年から475年）に属する仏教関係遺物・遺跡が皆無であり、文献史料の乏しいことも、末松保和の主張を支持する有力な証左とみなされている。